# Condado de Las Ánimas
El condado de Las Ánimas (en inglés: Las Animas County), fundado en 1866, es uno de los 64 condados del estado estadounidense de Colorado. En el año 2000 tenía una población de 15 207 habitantes con una densidad poblacional de una persona por km². La sede del condado es Trinidad.

## Toponimia
El condado de Las Ánimas toma su nombre del nombre español mexicano para el río Purgatorio. Originalmente se denominaba: El río de las Ánimas Perdidas en el Purgatorio. Este río probablemente fue nombrado así por Coronado cuando viajó al Valle del río San Juan en 1541. Deriva de la palabra española ánima. Se refiere al alma que pena en el purgatorio antes de ir a la gloria, proviene del latín anĭma.

## Geografía
Según la Oficina del Censo, el condado tiene un área total de 12 368 km² (4775,3 mi²), de la cual 12 361 km² (4772,6 mi²) es tierra y 7 km² (2,7 mi²) (0,06%) es agua.

### Condados adyacentes
- Condado de Otero - norte
- Condado de Pueblo - norte
- Condado de Bent - noreste
- Condado de Baca - este
- Condado de Union - sur
- Condado de Colfax - suroeste
- Condado de Costilla - oeste
- Condado de Huérfano - noroeste

## Demografía
En el 2000 la renta per cápita promedia del condado era de 28 273 $, y el ingreso promedio para una familia era de 34 072 $. En 2000 los hombres tenían un ingreso per cápita de 27 182 $ frente a 20 891 $ para las mujeres. El ingreso per cápita para el condado era de 16 829 $. Alrededor del 17,30% de la población estaba bajo el umbral de pobreza nacional.

## Ciudades y pueblos
- Aguilar
- Boncarbo
- Branson
- Cokedale
- Delhi
- Hoehne
- Jansen
- Kim
- Ludlow
- Model
- Segundo
- Sopris
- Starkville
- Thatcher
- Trinchera
- Trinidad
- Tyrone
- Villegreen
- Weston